# Calamoima
La Paz de Calamoima es un corregimiento del departamento colombiano de Cundinamarca, bajo jurisdicción del municipio de Guaduas. Perteneció a la diócesis de Facatativá hasta la creación de la diócesis de La Dorada-Guaduas en 1984.